# Znan obraz ima svoj glas
Znan obraz ima svoj glas (ZOISG) je slovenska različica priljubljene oddaje Tu cara me suena španske televizijske hiše Antena 3. Premiera 1. sezone je bila 30. marca 2014, premiera zadnje, šeste, pa je bila 6. marca 2022. Prvih pet sezon je vodil Denis Avdić, s šesto pa sta ga nadomestila Peter Poles in Sašo Stare. Pomemben del oddaje so žiranti, ki komentirajo in (poleg gledalcev) ocenjujejo nastope tekmovalcev. V prvi sezoni so bili stalni žiranti Irena Yebuah Tiran (operna pevka), Boštjan Gombač (klarinetist) in Tanja Ribič (igralka in pevka), v vsaki epizodi pa se jim je pridružil še gostujoči žirant. V drugi sezoni je Gombača zamenjal igralec Gojmir Lešnjak. Trenutni žiranti so Ana Maria Mitič, Andrej Škufca in Helena Blagne.

## Opis
V oddaji se osem slavnih Slovencev preobrazi v različne slovenske in tuje glasbene izvajalce. V vsaki oddaji zmaga tisti, ki na koncu zbere največ točk. Vsak teden tik pred oddajo eden od tekmovalcev dobi skrito misijo. Njegova identiteta se razkrije šele ob koncu oddaje. Če tekmovalec z misijo zmaga, v sklad za mlade upe prispeva 3000 €, drugo mesto 1000 €, tretje mesto 1000 €, uvrstitev med 4. in 8. mestom pomeni 500 €, ki jih prispeva POP TV. V zadnji oddaji pa bo skupen znesek Zavarovalnica Triglav podvojila. Štirje najboljši tekmovalci, ki v enajstih oddajah dosežejo največ točk, se pomerijo v finalni oddaji sezone.

### Točkovanje
Točkuje se tako, da žirija najprej oceni vseh osem nastopov po zgledu evrovizijskega točkovanja (4, 5, 6, 7, 8, 9, 10 in 12). Kasneje vsak od tekmovalcev podeli svojih 5 točk tekmovalcu, ki ga je pritegnil. Nato vse točke združijo in jih spremenijo v evrovizijske točke (najboljši ima 12, najslabši prejme 4). Med celotno oddajo glasujejo tudi gledalci, ki podelijo točke 4-12. Na koncu je tisti, ki ima največ točk, zmagovalec posamezne oddaje.

## Pregled sezon
| Sezona | Št. oddaj | Prvotno predvajanje | Prvotno predvajanje | Zmagovalec      | Ostali finalisti                            | Voditelj               | Žiranti                                       |
| Sezona | Št. oddaj | Začetek sezone      | Konec sezone        | Zmagovalec      | Ostali finalisti                            | Voditelj               | Žiranti                                       |
| ------ | --------- | ------------------- | ------------------- | --------------- | ------------------------------------------- | ---------------------- | --------------------------------------------- |
| 1.     | 12        | 30. marec 2014      | 15. junij 2014      | Tomaž Klepač    | Tomaž Ahačič Vlado Pilja Eva Hren           | Denis Avdić            | Tanja Ribič Boštjan Gombač Irena Yebuah Tiran |
| 2.     | 12        | 1. marec 2015       | 17. maj 2015        | Klemen Bunderla | Nuška Drašček Kataya Žana Povše Salobir     | Denis Avdić            | Tanja Ribič Gojmir Lešnjak Irena Yebuah Tiran |
| 3.     | 12        | 6. marec 2016       | 29. maj 2016        | Tilen Artač     | Mišo Kontrec Jana Šušteršič Samuel Lucas    | Denis Avdić            | Tanja Ribič Gojmir Lešnjak Irena Yebuah Tiran |
| 4.     | 12        | 24. september 2017  | 17. december 2017   | Luka Sešek      | Mitja Šinkovec Lea Sirk Marijan Novina      | Denis Avdić            | Tanja Ribič Gojmir Lešnjak Irena Yebuah Tiran |
| 5.     | 12        | 22. september 2019  | 15. december 2019   | Eva Boto        | David Amaro Matic Supovec Srđan Milovanović | Denis Avdić            | Lea Sirk Lara Komar Marko Miladinović         |
| 6.     | 12        | 6. marec 2022       | 5. junij 2022       | BQL             | Adrijana Kamnik Mario Pešić                 | Peter Poles Sašo Stare | Helena Blagne Ana Marija Mitić Andrej Škufca  |

Tekmovalcem pri pripravah na preobrazbo pomagajo učiteljica petja (Darja Švajger), učitelj igre (1. sezona: Tanja Ribič, 2.: Lucija Ćirović, 3.: Gašper Tič, 4. in 5.: Tilen Artač, 6.: Gorka Berden) in koreograf (Miha Krušič).

## 1. sezona (2014)

#### Nastopajoči
| Tekmovalec       | 1. teden | 2. teden | 3. teden | 4. teden | 5. teden | 6. teden | 7. teden | 8. teden | 9. teden | 10. teden | 11. teden | Točke | Mesto |
| ---------------- | -------- | -------- | -------- | -------- | -------- | -------- | -------- | -------- | -------- | --------- | --------- | ----- | ----- |
| Tomaž Klepač     | 19       | 18       | 15       | 22       | 10       | 18       | 18       | 15       | 22       | 22        | 19        | 198   | 1     |
| Natalija Kolšek  | 13       | 17       | 15       | 10       | 10       | 10       | 20       | 15       | 10       | 18        | 19        | 157   | 6     |
| Daša Gradišek    | 22       | 8        | 17       | 10       | 19       | 14       | 13       | 19       | 16       | 9         | 10        | 157   | 5     |
| Matjaž Kumelj    | 12       | 14       | 11       | 14       | 16       | 11       | 14       | 15       | 10       | 18        | 21        | 156   | 7     |
| Ana Marija Mitić | 8        | 19       | 15       | 15       | 13       | 9        | 24       | 11       | 14       | 11        | 15        | 155   | 8     |
| Vlado Pilja      | 21       | 10       | 17       | 18       | 14       | 19       | 13       | 24       | 22       | 10        | 10        | 178   | 3     |
| Eva Hren         | 12       | 22       | 8        | 12       | 22       | 18       | 9        | 10       | 11       | 16        | 18        | 158   | 4     |
| Tomaž Ahačič     | 14       | 14       | 24       | 22       | 18       | 24       | 11       | 16       | 17       | 19        | 10        | 189   | 2     |

Pomen barv:
     zmagovalec tedna / sezone
     tekmovalec, ki je imel skrito misijo
     tekmovalec, ki je zmagal in je imel tudi skrito misijo
     tekmovalec, ki se ni uvrstil v finale bo pa nastopal v paru
     tekmovalec, ki se je uvrstil v finale

#### Zmagovalne preobrazbe
| #   | Tekmovalec       | Preobrazba        | Pesem                    |
| --- | ---------------- | ----------------- | ------------------------ |
| 1.  | Daša Gradišek    | Lara Fabian       | "Caruso"                 |
| 2.  | Eva Hren         | Marjana Deržaj    | "Vozi me vlak v daljave" |
| 3.  | Tomaž Ahačič     | Luciano Pavarotti | "Nessun dorma"           |
| 4.  | Tomaž Klepač     | Robbie Williams   | "Let Me Entertain You"   |
| 5.  | Eva Hren         | Pink              | "Just Like a Pill"       |
| 6.  | Tomaž Ahačič     | Majda Sepe        | "Med iskrenimi ljudmi"   |
| 7.  | Ana Marija Mitić | Pero Lovšin       | "Moja mama je strela"    |
| 8.  | Vlado Pilja      | Gibonni           | "Oprosti"                |
| 9.  | Tomaž Klepač     | James Brown       | "I Feel Good"            |
| 10. | Tomaž Klepač     | Iggy Pop          | "Candy"                  |
| 11. | Matjaž Kumelj    | Pharrell Williams | "Happy"                  |
| 12. | Tomaž Klepač     | Andrea Bocelli    | "Con te partiro"         |

## 2. sezona (2015)

#### Nastopajoči
| Tekmovalec         | 1. teden | 2. teden | 3. teden | 4. teden | 5. teden | 6. teden | 7. teden | 8. teden | 9. teden | 10. teden | 11. teden | Točke | Mesto |
| ------------------ | -------- | -------- | -------- | -------- | -------- | -------- | -------- | -------- | -------- | --------- | --------- | ----- | ----- |
| Frank Nova         | 14       | 17       | 14       | 16       | 10       | 11       | 17       | 12       | 8        | 14        | 12        | 145   | 8     |
| Kataya             | 11       | 22       | 19       | 11       | 14       | 11       | 9        | 15       | 19       | 14        | 19        | 164   | 3     |
| Klemen Bunderla    | 19       | 17       | 12       | 24       | 19       | 22       | 16       | 21       | 18       | 24        | 20        | 212   | 1     |
| Žana Povše Salobir | 9        | 18       | 11       | 16       | 10       | 22       | 17       | 9        | 17       | 18        | 15        | 162   | 4     |
| Vesna Zornik       | 21       | 8        | 9        | 19       | 19       | 17       | 17       | 7        | 13       | 8         | 20        | 160   | 6     |
| Tim Kores          | 16       | 17       | 16       | 12       | 18       | 10       | 14       | 20       | 12       | 16        | 9         | 160   | 5     |
| Simon Vadnjal      | 10       | 11       | 20       | 10       | 14       | 15       | 10       | 20       | 13       | 14        | 9         | 146   | 7     |
| Nuška Drašček      | 22       | 13       | 21       | 14       | 19       | 15       | 24       | 16       | 22       | 15        | 19        | 200   | 2     |

Pomen barv:
     zmagovalec tedna / sezone
     tekmovalec, ki je imel skrito misijo
     tekmovalec, ki je zmagal in je imel tudi skrito misijo
     tekmovalec, ki se ni uvrstil v finale bo pa nastopal v paru
     tekmovalec, ki se je uvrstil v finale

#### Zmagovalne preobrazbe
| #   | Tekmovalec      | Preobrazba                    | Pesem                           |
| --- | --------------- | ----------------------------- | ------------------------------- |
| 1.  | Nuška Drašček   | Helena Blagne                 | "Moj dom"                       |
| 2.  | Kataya          | Evanescence                   | "My Immortal"                   |
| 3.  | Nuška Drašček   | Alanis Morissette             | "Ironic"                        |
| 4.  | Klemen Bunderla | Nick Cave                     | "Where the Wild Roses Grow"     |
| 5.  | Nuška Drašček   | Edith Piaf                    | "Non, je ne regrette rien"      |
| 6.  | Klemen Bunderla | Macy Gray                     | "I Try"                         |
| 7.  | Nuška Drašček   | Skunk Anansie                 | "Weak"                          |
| 8.  | Klemen Bunderla | Adi Smolar                    | "Jaz sem nor"                   |
| 9.  | Nuška Drašček   | Meat Loaf                     | "I'd Do Anything for Love"      |
| 10. | Klemen Bunderla | Tina Turner & Eros Ramazzotti | "Cose della vita"               |
| 11. | Klemen Bunderla | Bajaga                        | "Godine prolaze"                |
| 12. | Klemen Bunderla | Elton John                    | "Can You Feel the Love Tonight" |

## 3. sezona (2016)
| Tekmovalec     | 6. 3. | 13. 3. | 20. 3. | 27. 3. | 3. 4. | 10. 4. | 17. 4. | 24. 4. | 8. 5. | 15. 5. | 22. 5. | Σ   |
| -------------- | ----- | ------ | ------ | ------ | ----- | ------ | ------ | ------ | ----- | ------ | ------ | --- |
| Ines Erbus     | 11    | 10     | 17     | 17     | 11    | 16     | 21     | 10     | 11    | 13     | 10     | 147 |
| Mišo Kontrec   | 16    | 24     | 18     | 20     | 14    | 14     | 17     | 14     | 17    | 21     | 16     | 191 |
| Renata Mohorič | 12    | 16     | 15     | 10     | 11    | 24     | 14     | 14     | 10    | 9      | 9      | 144 |
| Ani Frece      | 13    | 8      | 16     | 10     | 12    | 13     | 11     | 24     | 22    | 10     | 17     | 156 |
| Jana Šušteršič | 20    | 12     | 24     | 19     | 17    | 20     | 10     | 14     | 13    | 15     | 21     | 185 |
| Nejc Lombardo  | 8     | 20     | 10     | 16     | 20    | 13     | 12     | 17     | 10    | 19     | 11     | 156 |
| Tilen Artač    | 21    | 19     | 12     | 15     | 15    | 15     | 20     | 18     | 24    | 17     | 17     | 193 |
| Samuel Lucas   | 21    | 14     | 10     | 17     | 24    | 8      | 17     | 12     | 17    | 19     | 21     | 180 |

Pomen barv:
     zmagovalec tedna/sezone
     tekmovalec, ki se je uvrstil v finale
Točke tekmovalca, ki je imel v posamezni oddaji skrivno misijo, so v krepkem.

#### Zmagovalne preobrazbe
| #   | Tekmovalec     | Preobrazba         | Pesem                    |
| --- | -------------- | ------------------ | ------------------------ |
| 1.  | Tilen Artač    | Zoran Predin       | "Bolj star, bolj nor"    |
| 2.  | Mišo Kontrec   | Vili Resnik        | "Naj bogovi slišijo"     |
| 3.  | Jana Šušteršič | Jessie J           | "Do It Like a Dude"      |
| 4.  | Mišo Kontrec   | Bijelo dugme       | "Lipe cvatu"             |
| 5.  | Samuel Lucas   | Anastacia          | "Not That Kind"          |
| 6.  | Renata Mohorič | Pink               | "Try"                    |
| 7.  | Ines Erbus     | Maraaya            | "Here for You"           |
| 8.  | Ani Frece      | Sade               | "Smooth Operator"        |
| 9.  | Tilen Artač    | Svetlana Makarovič | "Mačje oči"              |
| 10. | Mišo Kontrec   | Fredy Miler        | "Vedno si sanjala njega" |
| 11. | Samuel Lucas   | Tina Turner        | "The Best"               |
| 12. | Tilen Artač    | Pero Lovšin        | "Bandiera rossa"         |

## 4. sezona (2017)
| Tekmovalec               | 24. 9. | 1. 10. | 8. 10. | 15. 10. | 29. 10. | 5. 11. | 12. 11. | 19. 11. | 26. 11. | 3. 12. | 10. 12. | Σ   |
| ------------------------ | ------ | ------ | ------ | ------- | ------- | ------ | ------- | ------- | ------- | ------ | ------- | --- |
| Clemens                  | 14     | 8      | 15     | 22      | 21      | 11     | 8       | 18      | 11      | 15     | 11      | 154 |
| Anina Trobec             | 15     | 18     | 15     | 12      | 8       | 9      | 11      | 13      | 9       | 9      | 9       | 128 |
| Luka Sešek               | 14     | 13     | 20     | 9       | 10      | 24     | 22      | 17      | 10      | 24     | 17      | 180 |
| Nika Zorjan              | 12     | 19     | 9      | 15      | 15      | 17     | 18      | 17      | 17      | 14     | 18      | 171 |
| Ljubica Špurej Jazbinšek | 9      | 17     | 13     | 19      | 15      | 19     | 13      | 9       | 20      | 19     | 11      | 164 |
| Lea Sirk                 | 21     | 19     | 9      | 13      | 21      | 13     | 19      | 20      | 24      | 11     | 20      | 190 |
| Mitja Šinkovec           | 17     | 18     | 24     | 11      | 20      | 12     | 20      | 16      | 14      | 15     | 24      | 191 |
| Marijan Novina           | 21     | 11     | 17     | 21      | 12      | 19     | 12      | 13      | 18      | 17     | 13      | 174 |

Legenda:
     zmagovalec tedna/sezone
     tekmovalec, ki se je uvrstil v finale
Točke tekmovalca, ki je imel v posamezni oddaji skrivno misijo, so v krepkem.

#### Zmagovalne preobrazbe
| #   | Datum         | Tekmovalec     | Preobrazba                                                            |
| --- | ------------- | -------------- | --------------------------------------------------------------------- |
| 1.  | 24. september | Marijan Novina | Rag'n'Bone Man ("Human")                                              |
| 2.  | 1. oktober    | Lea Sirk       | Taylor Swift ("Blank Space")                                          |
| 3.  | 8. oktober    | Mitja Šinkovec | Chaka Khan ("I'm Every Woman")                                        |
| 4.  | 15. oktober   | Clemens        | LMFAO ("Sexy and I Know It")                                          |
| 5.  | 29. oktober   | Clemens        | Eric Clapton ("Tears in Heaven")                                      |
| 6.  | 5. november   | Luka Sešek     | Barry White ("You're the First, the Last, My Everything")             |
| 7.  | 12. november  | Luka Sešek     | Sam Smith ("Stay with Me")                                            |
| 8.  | 19. november  | Lea Sirk       | Nika Zorjan ("Fse")                                                   |
| 9.  | 26. november  | Lea Sirk       | Sarah Brightman ("Time to Say Goodbye")                               |
| 10. | 3. december   | Luka Sešek     | Jan Plestenjak ("Ona sanja o Ljubljani")                              |
| 11. | 10. december  | Mitja Šinkovec | Julio Iglesias & Willie Nelson ("To All the Girls I've Loved Before") |
| 12. | 17. december  | Luka Sešek     | Johnny Logan ("Hold Me Now")                                          |

## 5. sezona (2019)
| Tekmovalec        | 22. 9. | 29. 9. | 6. 10. | 13. 10. | 20. 10. | 3. 11. | 10. 11. | 17. 11. | 24. 11. | 1. 12. | 8. 12. | Σ   |
| ----------------- | ------ | ------ | ------ | ------- | ------- | ------ | ------- | ------- | ------- | ------ | ------ | --- |
| Eva Boto          | 20     | 10     | 19     | 19      | 16      | 19     | 12      | 9       | 17      | 11     | 24     | 176 |
| Ana Dežman        | 24     | 7      | 24     | 9       | 11      | 24     | 18      | 9       | 10      | 12     | 17     | 165 |
| Maja Oderlap      | 11     | 4      | 9      | 22      | 11      | 9      | 16      | 15      | 11      | 13     | 8      | 129 |
| Petra Zore        | 12     | 8      | 14     | 13      | 11      | 9      | 15      | 20      | 10      | 20     | 10     | 142 |
| Alex Volasko      | 16     | 5      | 12     | 12      | 11      | 12     | 24      | 20      | 14      | 20     | 14     | 160 |
| David Amaro       | 8      | 12     | 20     | 15      | 18      | 19     | 19      | 13      | 20      | 10     | 20     | 174 |
| Srđan Milovanović | 18     | 10     | 9      | 12      | 20      | 15     | 10      | 16      | 24      | 21     | 15     | 170 |
| Matic Supovec     | 13     | 6      | 16     | 20      | 24      | 15     | 10      | 20      | 17      | 16     | 15     | 172 |

Legenda:
     zmagovalec tedna/sezone
     tekmovalec, ki se je uvrstil v finale
Točke tekmovalca, ki je imel v posamezni oddaji skrivno misijo, so v krepkem.

#### Zmagovalne preobrazbe
| #   | Tekmovalec        | Preobrazba              | Pesem                        |
| --- | ----------------- | ----------------------- | ---------------------------- |
| 1.  | Ana Dežman        | Aretha Franklin         | "Think"                      |
| 2.  | David Amaro       | Jim Carrey (Maska)      | "Cuban Pete"                 |
| 3.  | Ana Dežman        | Diva Plavalaguna        | "Il dolce suono"             |
| 4.  | Maja Oderlap      | Tatjana Gros            | "Zato sem noro te ljubila"   |
| 5.  | Matic Supovec     | Aerosmith               | "I Don't Wanna Miss a Thing" |
| 6.  | Ana Dežman        | Elda Viler              | "Ti si moja ljubezen"        |
| 7.  | Alex Volasko      | Nace Junkar             | "Vrniva se na najino obalo"  |
| 8.  | Matic Supovec     | Zdravko Čolić           | "Ti si mi u krvi"            |
| 9.  | Srđan Milovanović | Leonard Cohen           | "Hallelujah"                 |
| 10. | Srđan Milovanović | Sestre                  | "Samo ljubezen"              |
| 11. | Eva Boto          | Ansambel bratov Avsenik | "Tam, kjer murke cveto"      |
| 12. | Eva Boto          | Christina Aguilera      | "Beautiful"                  |

## 6. sezona (2022)
| Tekmovalec       | 6. 3. | 13. 3. | 20. 3. | 27. 3. | 3. 4. | 10. 4. | 17. 4. | 8. 5. | 15. 5. | 22. 5. | 29. 5. | Σ   |
| ---------------- | ----- | ------ | ------ | ------ | ----- | ------ | ------ | ----- | ------ | ------ | ------ | --- |
| Damjana Golavšek | 18    | 18     | 24     | 11     | 17    | 12     | 13     | 20    | 13     | 11     | 17     | 174 |
| Mario Pešić      | 11    | 16     | 12     | 22     | 13    | 22     | 16     | 16    | 10     | 24     | 19     | 181 |
| Martina Majerle  | 14    | 16     | 18     | 18     | 11    | 10     | 18     | 16    | 19     | 11     | 13     | 164 |
| Nastja Gabor     | 13    | 19     | 13     | 12     | 15    | 17     | 19     | 11    | 20     | 16     | 14     | 169 |
| Matevž Derenda   | 15    | 10     | 15     | 21     | 17    | 10     | 10     | 13    | 17     | 15     | 13     | 156 |
| BQL              | 20    | 14     | 14     | 14     | 24    | 19     | 16     | 18    | 16     | 17     | 24     | 196 |
| Adrijana Kamnik  | 24    | 22     | 18     | 16     | 17    | 14     | 22     | 20    | 20     | 20     | 14     | 207 |

1. ↑  Tu navedeni skupni seštevki Adrijane Kamnik, Damjane Golavšek, Martine Majerle in Matevža Derende se razlikujejo od tistih, prikazanih v 11. oddaji, saj so jim v 6. oddaji prišteli eno točko preveč.

Legenda:
     zmagovalec tedna/sezone
     tekmovalec, ki se je uvrstil v finale
Točke tekmovalca, ki je imel v posamezni oddaji skrivno misijo, so v ležečem.

### Zmagovalne preobrazbe
| #   | Datum     | Tekmovalec       | Preobrazba                   | Pesem                            |
| --- | --------- | ---------------- | ---------------------------- | -------------------------------- |
| 1.  | 6. marec  | Adrijana Kamnik  | Rag'n'Bone Man               | »Giant«                          |
| 2.  | 13. marec | Adrijana Kamnik  | Dolly Parton & Kenny Rodgers | »Islands in the Stream«          |
| 3.  | 20. marec | Damjana Golavšek | Marjana Deržaj               | »Orion«                          |
| 4.  | 27. marec | Mario Pešić      | Jasmin Stavros               | »Opala«                          |
| 5.  | 3. april  | BQL              | Duo Platin                   | »Stay Forever«                   |
| 6.  | 10. april | Mario Pešić      | Adi Smolar                   | »Jaz sem nor«                    |
| 7.  | 17. april | Adrijana Kamnik  | Etta James                   | »All I Could Do Was Cry«         |
| 8.  | 8. maj    | Adrijana Kamnik  | Renée Zellweger              | »Roxie«                          |
| 9.  | 15. maj   | Adrijana Kamnik  | Chubby Checker               | »Pony Time«                      |
| 10. | 22. maj   | Mario Pešić      | Zver (Dan Stevens)           | »Evermore«                       |
| 11. | 29. maj   | BQL              | Ed Sheeran & Andrea Bocelli  | »Perfect Symphony«               |
| 12. | 5. junij  | BQL              | Ansambel bratov Avsenik      | »Slovenija, od kod lepote tvoje« |

## Nagrade in nominacije
| Leto | Nominacija                                      | Nagrada Da/Ne |
| ---- | ----------------------------------------------- | ------------- |
| 2015 | Strokovni viktor za najboljšo zabavno TV-oddajo | Da            |
| 2018 | Žaromet za zabavno TV-oddajo leta               | Da            |

## Povezave
- Uradna spletna stran